# Šilo (tjednik)
Šilo je bio hrvatski humoristično-mladinski mjesečnik. Izlazio je od 1. rujna 1940. do ožujka 1943. godine.
Uređivao ga je Tomislav Cerovac i Josip Blažina.

## Vanjske poveznice
- Cerovac komentira